# Xylocopa violacea
Abeille perce-bois, Abeille charpentière
Espèce
Le xylocope violet (Xylocopa violacea) est une espèce d'insectes hyménoptères de la famille des Apidae. Il s'agit en Europe d'une espèce commune d'abeille charpentière et une des plus grandes espèces d'abeille.
Il porte différents noms vernaculaires : abeille perce-bois, abeille xylocope, abeille charpentière, xylocope violacé, xylocope ronge-bois.

## Description

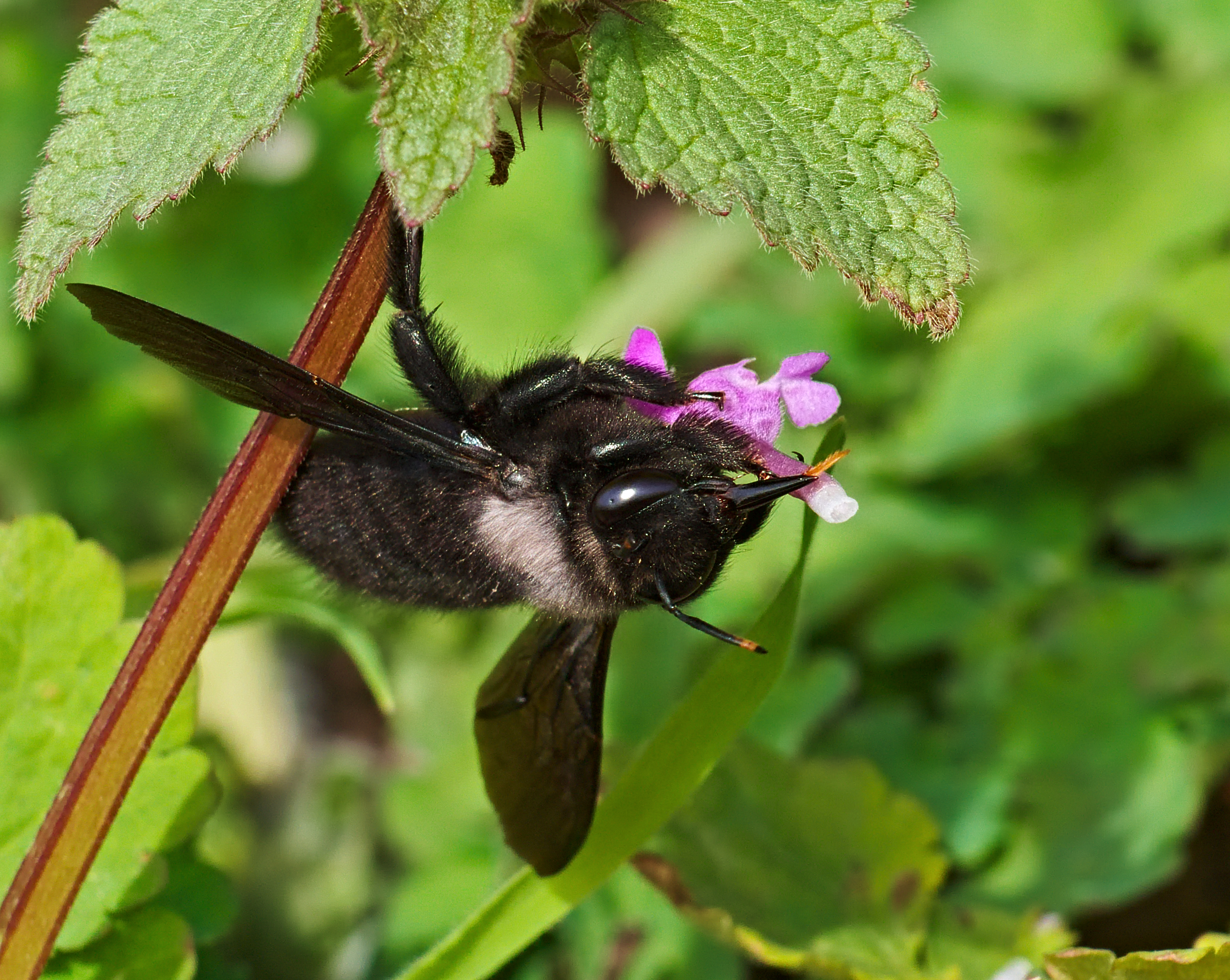
Xylocopa violacea, mâle butinant.

Les adultes, massifs, mesurent jusqu'à trois centimètres et cinq centimètres d'envergure. Le corps, entièrement noir, avec des reflets bleu métallique, est couvert de poils. Les ailes membraneuses sont translucides mais foncées, leur couleur allant du brun-cramoisi au violet. Le mâle se reconnaît par la présence de deux articles orange à roses près de l'extrémité des antennes.
La grande taille, la couleur sombre et le bourdonnement très sonore lors du vol peuvent faire confondre cette abeille avec un bourdon, dont elle se distingue par ses reflets métalliques qui peuvent la faire passer pour un coléoptère. Une confusion est également possible avec le Chalicodome des murailles, mais cette abeille maçonne est plus petite et devenue rarissime.

## Éthologie

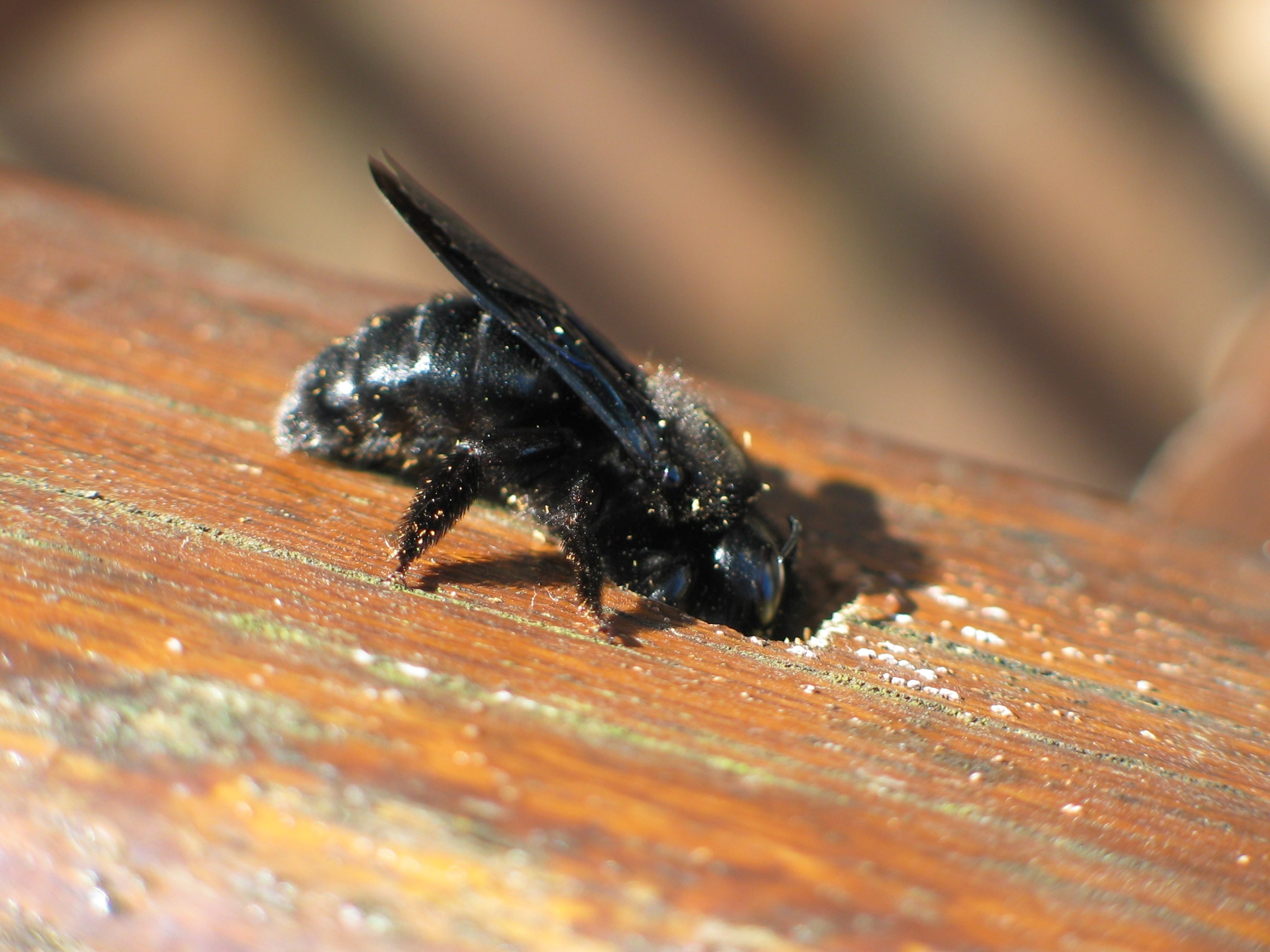
Une abeille charpentière en train de creuser une rambarde.

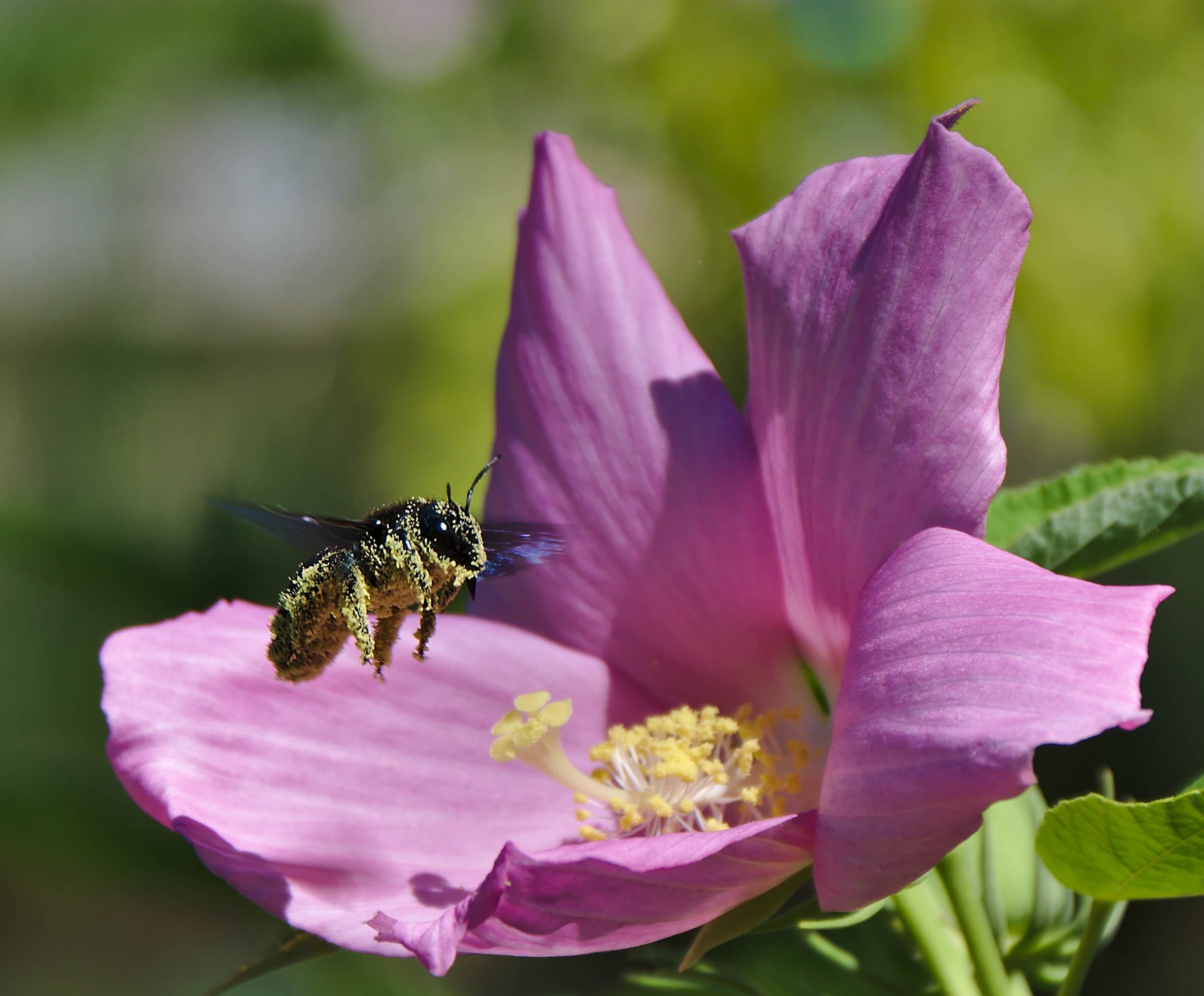
Xylocope violet saupoudré de pollen.

Après la diapause hivernale, les imagos émergent dès la fin de l'hiver, ce qui fait de cette espèce une des premières abeilles solitaires à redevenir actives au printemps dont elle est une messagère. Leur vol est rapide et très bruyant. Nectarivores, ils butinent principalement sur les légumineuses et sur les labiées, avec une nette préférence pour les genres Lavandula, Salvia, Acanthus mollis, Lathyrus et Wisteria.
Bien qu'ils ne soient pas xylophages, leurs robustes mandibules leur permettent de construire leur nid dans du bois ; il se compose de plusieurs galeries parallèles débouchant sur une ouverture unique. Ces galeries peuvent contenir des logettes pour le développement des larves : au printemps, quelques dizaines d'œufs y sont pondus (un par logette), et après éclosion, les larves se nourrissent d'un mélange de pollen et de nectar, déposé par la femelle dans chaque logette lors de la ponte. Les larves, blanc cassé, mesurent de deux à trois centimètres. 
Habituellement, elle s'attaque au bois tendre ou vermoulu.
Leur nombre semble augmenter. Selon Martine Rebetez, climatologue à l'Institut fédéral de recherches WSL, cette augmentation soudaine de leur population serait due au réchauffement climatique.[référence insuffisante]
Elles sont capables de creuser une galerie dans une pièce de charpente en chêne traité. Cette galerie se termine par un volume suffisant pour abriter une nichée d'une dizaine d'individus. Cet insecte prend soin de fermer l'entrée du nid par une petite boule qui ressemble à du coton. Il représente un risque pour les charpentes. On repère les nids par la présence de petits tas de copeaux au sol à l'aplomb des nids.
La femelle possède un dard mais n'est absolument pas agressive. Elle peut piquer si on lui marche accidentellement dessus sans protection, la piqure bien que douloureuse s'estompe rapidement.

## Répartition géographique
Une carte de la répartition géographique (France, Luxembourg, Belgique, 2007) est visible page 475 du document. Une autre carte de répartition est visible sur le site Atlas des hyménoptères.